# Denman Maroney
Denman Fowler Maroney (1949) is een Amerikaanse pianist actief in de geïmproviseerde muziek, en componist. 
Maroney studeerde onder meer aan Bennington College in Vermont (1969-1971) en het California Institute of the Arts (1972-1974). Als docent had hij onder andere Bill Dixon, Jimmy Garrison, John Bergamo en Morton Subotnick. Hij experimenteerde, niet als eerste overigens, met technieken om de pianosnaren en klankkast met allerlei objecten te bespelen, een techniek die hij zelf hyperpiano noemt. Begin jaren negentig maakte hij deel uit van de groep Tambastics, waarin ook Mark Dresser en Gerry Hemingway speelden. Maroney speelde tijdens zijn carrière met talloze musici, waaronder Leroy Jenkins, Ned Rothenberg, Dave Douglas, Mat Maneri, Bob Ostertag en Elliot Sharp. Maroney was leider of co-leider op 29 platen (eind 2012), een van zijn albums betreft een nieuwe soundtrack voor de film The Cabinet of Dr. Caligari. Verder werkte hij mee aan albums van bijvoorbeeld Angelika Niescier, Miguel Frasconi, Earl Howard en Kristjan Järvi.

## Discografie (selectie)
- Tambastics, Music & Arts, 1992
- Hyperpiano, Monsey, 1998
- Fluxations, New World Records, 2003
- Times Changes (met Mark Dresser en Michael Sarin), Cryptogramophone Records, 2005
- Double Zero, Porter Records, 2011